# Nel·li Feriabnikova
Nel·li Feriabnikova   (Vorkutà, 14 de maig de 1949) és una exjugadora de bàsquet russa que va competir sota bandera soviètica durant la dècada de 1970. Jugava en la posició de pivot.
El 1976 va prendre part en els Jocs Olímpics de Mont-real, on guanyà la medalla d'or en la competició de bàsquet. Quatre anys més tard, als Jocs de Moscou, revalidà la medalla d'or. En el seu palmarès també destaquen dues medalles d'or al Campionat del Món de bàsquet (1971 i 1975) i cinc d'or al Campionat d'Europa de bàsquet (1970, 1972, 1974, 1976 i 1978). A nivell de clubs jugava al ŽBK Spartak de Moscou, amb qui guanyà la lliga soviètica de 1978, la Copa de 1973 i la Copa Ronchetti de 1977 i 1981.